# 787

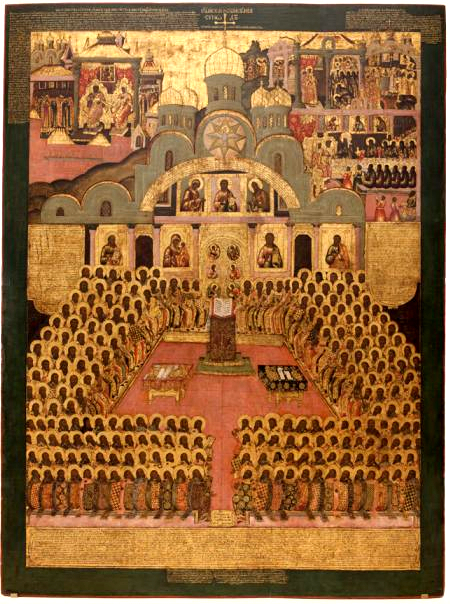
Tweede Concilie van Nicea (787)

Het jaar 787 is het 87e jaar in de 8e eeuw volgens de christelijke jaartelling.

## Gebeurtenissen

### Byzantijnse Rijk
- Keizerin Irene stuurt een Byzantijns expeditieleger naar Benevento, een onafhankelijk hertogdom ten zuiden van Rome, maar wordt vernietigend verslagen door de Franken. Op aandringen van paus Adrianus I vallen ze Benevento binnen, de steden Capua en Salerno (behorende bij het Byzantijnse hertogdom Napels) worden belegerd. Door deze provocatie verbreekt Irene het huwelijksverdrag (zie: 782) tussen haar zoon Constantijn VI en Rotrudis, een dochter van koning Karel de Grote.

### Europa
- Tassilo III, hertog van Beieren, weigert op bevel van Karel de Grote naar Worms te komen om een Eed van Trouw te zweren en tracht tevergeefs steun te krijgen van Adrianus I. Een Frankisch expeditieleger valt Beieren binnen en lijft het hertogdom opnieuw in bij het Frankische Rijk. Tassilo wordt berecht en ter dood veroordeeld. Het vonnis wordt echter omgezet in confiscatie van al zijn land en eerbewijzen. Hij en zijn familie, waaronder zijn vrouw Liutberga, worden verbannen.
- Maurizio Galbaio, doge van Venetië, overlijdt na een regeerperiode van 22 jaar en wordt opgevolgd door zijn zoon Giovanni. De Venetiaanse kooplieden worden verdreven uit het gebied van Ravenna en Pentapolis. Hun goederen worden door de Kerkelijke Staat in beslag genomen.
- Karel de Grote bezoekt de Abdij van Monte Cassino en verleent het klooster verscheidene privileges.

## Religie
- 13 juli - Willehad, Angelsaksisch missionaris, wordt gewijd tot bisschop van Bremen. Zijn diocees wordt het Saksische en Friese gebied aan de benedenloop van de Wezer.
- Liudger krijgt onder andere de gouwen Hugmerthi, Hunusga en Fivilga als missiegebied toegewezen.
- Tweede Concilie van Nicea: Keizerin Irene roept in Nicea (Turkije) een concilie bijeen. Het iconenverbod wordt opgeheven en iconen worden zo weer toegestaan in het Byzantijnse Rijk.

## Geboren
- Abu Ma'shar al-Balkhi, Arabisch astroloog (overleden 886)

## Overleden
- Agilfridus, bisschop van Luik
- Bernhard, Frankisch edelman
- Maurizio Galbaio, doge van Venetië